# NGC 1408
NGC 1408 est possiblement une paire d'étoiles situés dans la constellation du Fourneau. 
L'astronome allemand Julius Schmidt a enregistré la position de cette paire d'étoiles le 19 janvier 1865.
Selon le professeur Seligman il y a une autre position possible pour cette paire d'étoile, indiquée en bas à gauche de l'image 2MASS. Le professeur Seligman souligne aussi qu'il se pourrait que NGC 1408 soit un objet perdu ou inexistant. C'est aussi ce qui est indiqué sur le site de SEDS.  